# Управление гражданской авиации Израиля
Управление гражданской авиации (ивр. רשות התעופה האזרחית‎, аббр. CAA или CAAI) — управление гражданской авиации Израиля.

## История
Управление гражданской авиации является установленным законом органом, регулирующим авиацию в стране. Бывшая «Администрация гражданской авиации», которое было подразделением Министерства транспорта, было преобразовано в нынешнее управление 13 мая 2005 года в соответствии с принципами, изложенными в «Законе об Управлении гражданской авиации» от 2005 года  Его головной офис находится в здании «Golan House» в бизнес-парке Airport City недалеко от аэропорта Бен-Гурион; до 2010 года его головной офис находился прямо на территории аэропорта. 
В его функции входит регулирование гражданской авиации в соответствии с законами, правилами и международными конвенциями, участником которых является Израиль, а также продвижение и поощрение определенных целей, таких как: обеспечение максимального уровня безопасности полетов и надлежащего уровня обслуживания со стороны авиационных поставщиков, поддержание система безопасности для израильских авиаперевозчиков, соблюдение экологических норм и реализация государственной политики в отношении гражданской авиации.
Одним из усилий властей было консультирование Кнессета во время разработки «Закона об авиации» 2011 года (ивр. חוק הטיס‎) — комплексного законодательного акта, устанавливающего четкую правовую основу для большинства вопросов, касающихся авиации в стране, который заменил прежний набор устаревших, а иногда неполных или противоречащих авиационным законам и правилам, некоторые из которых относятся к временам  Подмандатной Палестины.
Управление Главного следователя в рамках полномочий расследует авиационные происшествия и серьезные инциденты и публикует отчеты об этих авиационных происшествиях и инцидентах. 
Из-за большого количества проблем, вызванных сложностями с ведением радиообмена, CAA Израиля выпустило распоряжение для всех израильских пилотов - пройти тест на знания английского языка. Израильская ассоциация пилотов выступила с возражениями против этого тестирования.